# Luis Lacasa
Luis Lacasa (zm. 10 października 2014) – piłkarz paragwajski, napastnik.
Jako piłkarz klubu Club Nacional wziął udział w turnieju Copa América 1953, gdzie Paragwaj zdobył tytuł mistrza Ameryki Południowej. Lacasa zagrał w pięciu meczach - z Ekwadorem (wszedł na boisko za Atilio Lópeza), Urugwajem, Boliwią (zmienił Atilio Lópeza), Brazylią (zmienił na boisku Juana Romero) i w decydującym o mistrzowskim tytule barażu z Brazylią (wszedł na boisko za Juana Romero).
Lacasa ostatni raz w reprezentacji Paragwaju wystąpił 18 kwietnia 1954 roku w meczu z Urugwajem na boisku klubu Club Libertad.